# Leah Poulos

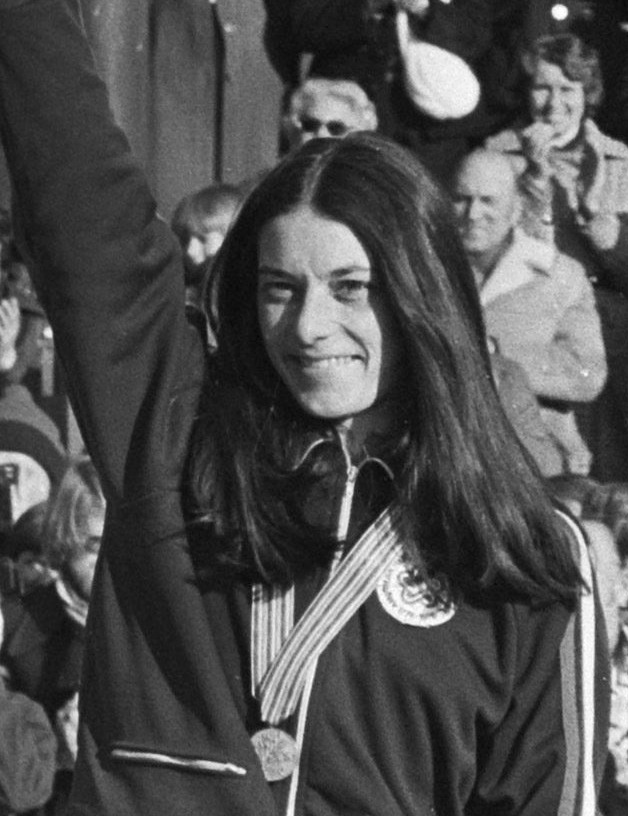
Leah Poulos, 1977

Leah Jean Poulos (* 5. Oktober 1951 in Berwyn, Illinois, USA) ist eine ehemalige US-amerikanische Eisschnellläuferin.

## Leben
Leah Poulos war besonders im Sprint erfolgreich und gewann schon 1970 bei den Sprint-Weltmeisterschaften eine Silbermedaille über die 500 Meter. Bei den Olympischen Winterspielen 1972 trat sie über 1500 und 3000 Meter an, ohne jedoch eine Medaille zu erringen. 1974 wurde sie dann Sprintweltmeisterin.
Bei den Olympischen Winterspielen 1976 in Innsbruck kam sie über 1500 Meter auf den 6. Platz, über 500 Meter auf den 4. Platz und gewann dann über 1000 Meter die Silbermedaille. Bei den Sprint-Weltmeisterschaften im selben Jahr gewann sie dann noch eine Silbermedaille hinter Sheila Young. Im Jahr darauf kam sie bei der gleichen Veranstaltung wieder auf den 2. Platz, diesmal hinter Sylvia Burka. Im selben Jahr heiratete sie den US-Läufer Peter Mueller und trat (vorübergehend) vom aktiven Sport zurück. Die Ehe wurde später geschieden.
Aber schon 1979 trat Poulos-Mueller, wie sie nun hieß, wieder an und wurde gleich Sprint-Weltmeisterin. 1980 wurde sie erneut Vizeweltmeisterin, und bei den dann folgenden Olympischen Winterspielen in Lake Placid konnte sie über 500 Meter und 1000 Meter nochmals eine Silbermedaille gewinnen.